# Vasili Grigorievici Zaițev
Vasili Grigorievici Zaițev (în rusă Василий Григорьевич Зайцев) (n. 23 martie 1915, Eleninka, Gubernia Orenburg, Imperiul Rus - d. 15 decembrie 1991, Kiev, Ucraina) a fost un lunetist sovietic. Este considerat lunetistul sovietic cu cei mai mulți inamici doborâți în cel de-al Doilea Război Mondial

## Războiul
Activitatea sa este notabilă în special în perioada 10 noiembrie-17 decembrie 1942, în timpul Bătăliei de la Stalingrad, când conform surselor sovietice a împușcat 225 militari inamici, incluzând 11 lunetiști inamici. Între octombrie 1942 și ianuarie 1943 Zaițev a ucis în jur de 400 inamici. Sub conducerea lui Zaițev s-a făcut un curs de pregătire a lunetiștilor. Elevii acestui curs mai târziu au eliminat în jur de 3000 de militari inamici. 
La 22 februarie 1943 Zaițev a fost decorat cu titlul Erou al Uniunii Sovietice, cel mai înalt titlu onorific și cea mai înaltă distincție a Uniunii Sovietice.

## Controverse
Există o legendă, răspândită probabil de propaganda sovietică (armata germană neavând niciun ofițer înregistrat cu acest nume ), conform căreia germanii l-au trimis pe maiorul SS Heinz Thorvald (Erwin König), un lunetist german, șef al Școlii de lunetiști din Zossen, ca să-l elimine pe Zaițev. Ei s-au duelat trei zile printre ruinele Stalingradului, în final Zaițev câștigând duelul.
Cu toate că totul ar putea să fie doar o legendă, studioul Paramount Pictures în regia lui Jean-Jacques Annaud pe baza romanului War of the Rats din 1999 al lui David L. Robbins  a făcut un film cu titlul Enemy at the Gates (Inamicul e aproape-2001). În fim Zaițev este interpretat de Jude Law, iar maiorul SS Heinz Thorvald (Erwin König)a fost interpretat de Ed Harris și în film folosea o pușcă tip Mauser 98k.
Mit, sau realitate, nu se știe sigur, ceea ce este sigur este că existența lui Heinz Thorvald nu a fost niciodată dovedită. Zaițev susține că duelul a avut loc pe o perioadă de trei zile, printre ruinele de la Stalingrad.
Tipul de armă folosită de Zaițev: Mosin-Nagant

## Vezi și
- Listă de lunetiști din Al Doilea Război Mondial